# Guy de la Tour
Guy de la Tour était un religieux du moyen Âge central qui fut évêque de Clermont au XIIIe siècle.

## Biographie
Gui de la Tour était le neveu de son prédécesseur Hugues de la Tour. Il entra dans l’Ordre des Prêcheurs à l’âge de 15 ans et fut fait évêque de Clermont à 18 ans. On a dit que c’était à la demande du roi Saint Louis, sa consécration se fit en 1253. C’est le second évêque de Clermont à avoir fait confirmer son élection par les archevêques de Bourges. En 1254 il reçut dans son église le roi Saint Louis qui revenait de Terre Sainte. Il eut à régler un conflit avec le comte Robert V d'Auvergne.
Le 28 mai 1262, jour de la Pentecôte, le roi Saint Louis vint à Clermont avec sa cour pour le mariage de son fils Philippe le Hardi avec Isabelle d’Aragon.
En 1267 le pape Clément IV envoya une lettre de remontrances à l’évêque au sujet de la confiscation de terres au détriment du monastère d’Aubazine. L’année suivante, le même pape refusa de lui attribuer l’archevêché de Lyon.
En 1269 il prêta officiellement allégeance au roi afin d’obtenir sa protection. Celui-ci fit don de précieuses reliques à l’église de Clermont.
En 1278 il assista au concile d’Aurillac et en 1283 il intercéda auprès du pape en faveur des chanoines d’Albi.
Il continua la construction de la nouvelle cathédrale sans qu’elle soit achevée. En 1283 il reçut la visite pastorale de l’archevêque de Bourges Simon de Sully.
Il mourut le 28 février 1286 à Ouzoir.